# Philautus kempiae
Philautus kempiae es una especie de anfibio anuro de la familia Rhacophoridae. Es endémica de las montañas Garo, en el estado de Meghalaya, nordeste de la India. Se conoce muy poco acerca de su ecología y estado de conservación. Habita en el sotobosque y suelo del bosque. Mide alrededor de 25 mm.